# Theodwin
Theodwin (ou Dietwin, Theodwine, Theodin, Theodevin) (XIIe siècle) fut cardinal de Sainte-Ruffine de 1134 à sa mort en 1153. 

## Biographie
Originaire de la Souabe, il est moine à l'abbaye de Gorze en Lorraine puis devient abbé de Gorze entre 1118 et 1132. Il est l'ami de Théoger, évêque de Metz.
Le pape Innocent II le crée cardinal évêque de Porto e Silva Candida (Sainte-Ruffine) en 1134. Il remplit trois missions en Allemagne, est attaché comme légat pontifical à la cour de Conrad III qu'il couronne en 1138 à Aix-la-Chapelle. Il suit Conrad III à la deuxième croisade en 1147 en compagnie de Louis VII de France en tant que légat en Syrie et participe au concile d'Acre en 1148.
Il consacre en 1143 l'église Saint-Rémi de Schorbach.